# Jingle Bells
Jingle Bells (Tiếng chuông ngân), là một bài hát rất nổi tiếng trong chủ đề nhạc Giáng Sinh. Bài hát có sức ảnh hưởng rộng và được đa số những người quan tâm đến lễ Giáng Sinh thuộc mọi lứa tuổi thuộc lòng và hát trong dịp này cũng như được dịch ra nhiều ngôn ngữ trong đó có Tiếng Việt.
Độ ảnh hưởng và phổ biến của bài hát khiến nó nhiều lần bị nhầm tưởng là một bài hát dân ca. Bài hát được sáng tác lần đầu vào năm 1840 với tên gọi "One Horse Open Sleigh". Tác giả của bài hát là James S. Pierpont, một người sinh trưởng tại Medford tiểu bang Massachusetts, rất có năng khiếu về âm nhạc. Ban đầu, bài hát được sáng tác cho ngày lễ Tạ Ơn, nhưng đã bị nhầm thành nhạc Gíang Sinh do được trình diễn lại thành công đêm Gíang Sinh vào lúc mới sáng tác.

## Biên soạn
"Jingle Bells" đã được giữ bản quyền với tên ban đầu là "One Horse Open Sleigh" vào ngày 16 tháng 9 năm 1857. Nó được in lại năm 1859 với tiêu đề sửa đổi "Jingle Bells", hoặc " One Horse Open Sleigh". Tình trạng bản quyền của bài hát này có kể từ khi được đưa vào phạm vi công cộng.
Nhà lịch sử âm nhạc James Fuld ghi chú rằng "jingle" trong tiêu đề và mở đầu là một động từ bắt buộc." Tuy nhiên, nó thường được dùng để chỉ một loại chuông.

## Hoàn cảnh sáng tác
Năm 1840, Pierpont được giao sáng tác một nhạc phẩm đặc biệt để hát trong dịp Lễ Tạ Ơn. Khi đang ở nhà anh bắt gặp một nhóm người đang đua xe trượt tuyết giữa trời đông lạnh. Anh đã tham gia với họ và chiến thắng, cũng vào lúc đó, anh bị ấn tượng bởi những chiếc chuông kêu lanh canh gắn trên xe ngựa kéo. Bài hát được sáng tác trong đêm đó và được đánh thử nghiệm bằng cây đàn piano của bà hàng xóm Otis Waterman

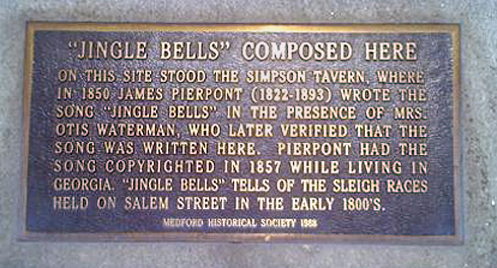
Bảng kỷ niệm: "Jingle Bells đã được sáng tác tại đây" tại 19 High Street, Medford, MA.

James tập bài hát đó cho ca đoàn nhà thờ Medford và hoà âm cho bài nhạc để trình diễn vào lễ Tạ ơn, ngày lễ quan trọng và có rất nhiều người tham dự tại New England lúc ấy. Bài hát được hoan nghênh và yêu cầu hát lại vào dịp Gíang Sinh tại nhà thờ dù phần lời bài hát có nội dung không phù hợp lắm với nhà thờ (đề cập đến cảnh ngựa đua xe trượt băng, lối hẹn hò trai gái và cá cược). Lần trình diễn này là một thành công lớn đến nỗi một số khách tới thánh đường dự lễ đã xin bản nhạc đem về địa phương của mình. Vì trình diễn vào lễ Gíang Sinh nên bài hát đã được xem như một bài hát Gíang Sinh thực thụ.
Pierpont tìm được người chịu xuất bản bài hát đó năm 1857,và đến năm 1864 khi tờ báo Salem Evening News đăng bài tường thuật câu chuyện về bản nhạc này khiến bài ca đã mau chóng phổ biến thành bản nhạc phổ thông nhất vùng New England rồi tràn xuống phía nam. 20 năm sau đó, "Jingle Bells" có lẽ là bản nhạc hát dạo mùa giáng sinh được phổ biến nhất và làmột trong những bản nhạc cổ nhất nước Mỹ, Bài hát ghi đậm ảnh hưởng vào những hình ảnh mùa Giáng Sinh trên các thiệp chúc mừng, sách báo, phim ảnh và cả những nhạc bản giáng sinh khác cho đến tận ngày nay.

## Lời bài hát

### Tiếng Anh
Ngày nay, lời bài hát có sự thay đổi nhỏ so với lời gốc ban đầu

### Lời gốc
Dashing through the snow, In a one-horse open sleigh, O'er the hills we go, Laughing all the way. Bells on bobtail ring, Making spirits bright, Oh what sport to ride and sing A sleighing song tonight.
|: chorus:| Jingle bells, jingle bells, Jingle all the way! O what joy it is to ride In a one-horse open sleigh.
A day or two ago I thought I'd take a ride And soon Miss Fannie Bright Was seated by my side The horse was lean and lank Misfortune seemed his lot He got into a drifted bank And we got upset
|: chorus:|
A day or two ago The story I must tell I went out on the snow And on my back I fell A gent was riding by In a one-horse open sleigh He laughed as there I sprawling lie But quickly drove away
|: chorus:|
Now the ground is white Go it while you're young Take the girls tonight and sing this sleighing song Just get a bobtailed bay Two forty is his speed Hitch him to an open sleigh and crack! You'll take the lead.
|: chorus:|

### Lời hiện hành
Dashing through the snow
In a one horse open sleigh
O'er the fields we go
Laughing all the way
Bells on bob tails ring
Making spirits bright
What fun it is to laugh and sing
A sleighing song tonight
Oh, jingle bells, jingle bells
Jingle all the way
Oh, what fun it is to ride
In a one horse open sleigh
Jingle bells, jingle bells
Jingle all the way
Oh, what fun it is to ride
In a one horse open sleigh
A day or two ago
I thought I'd take a ride
And soon Miss Fanny Bright
Was seated by my side
The horse was lean and lank
Misfortune seemed his lot
We got into a drifted bank
And then we got upsot
Oh, jingle bells, jingle bells
Jingle all the way
Oh, what fun it is to ride
In a one horse open sleigh
Jingle bells, jingle bells
Jingle all the way
Oh, what fun it is to ride
In a one horse open sleigh yeah
Jingle bells, jingle bells
Jingle all the way
Oh, what fun it is to ride
In a one horse open sleigh
Jingle bells, jingle bells
Jingle all the way
Oh, what fun it is to ride
In a one horse open sleigh 

## Thu âm và thể hiện
"Jingle Bells" thu lần đầu bởi Edison Male Quartette năm 1898. Năm 1902, the Hayden Quartet thu âm "Jingle Bells".
Wally Schirra and Tom Stafford of Gemini VI (1965).
Năm 1943, Bing Crosby và Andrews Sisters thu âm "Jingle Bells" đạt hạng 19 trên các bảng xếp hạng và bán được hơn một triệu bản. Năm 1941, Glenn Miller và dàn nhạc của ông với Tex Beneke, Marion Hutton, Ernie Caceres và Modernaires về giọng hát đã được công nhận là bản hit hạng 5 trên RCA Victor, Bluebird 11353.
Năm 1935, Benny Goodman và dàn nhạc của ông đạt hạng 18 trên bảng xếp hạng với ghi âm của họ về "Jingle Bells". Năm 1951, Les Paul đã có bản hit hạng 10với một nhiều phiên bản guitar. Năm 1955, Don Charles,từ Copenhagen, Đan Mạch, thu âm một phiên bản mới lạ với tiếng chó sủa cho các giai điệu của "Jingle Bells", bán được một triệu bản. Năm 1966, Dean Martin thu âm bài hát này cho album"The Dean Martin Christmas Album".
Các ca sĩ khác cũng thể hiện và thu âm bài hát này là Perry Como, Frank Sinatra, Louis Armstrong, Duke Ellington, Dave Brubeck, Count Basie, Drake Bell, Ray Brown, Oscar Peterson, Ella Fitzgerald, Nat King Cole,The Hoppers, En Vogue, Boney M, Longines Symphonette và Ann Hampton, Callaway, Basshunter, Diana Krall, S.K.Y., Hydrogen Oxide.
Trong năm 2006, Kimberley Locke đã đạt hạng 1 trên bảng xếp hạng Billboard dành cho các tác phẩm người lớn đương đại bằng bản thu âm "Jingle Bells". Một bản thu khác ghi bởi Tony Bennett xuất hiện trên một ấn bản đặc biệt A Swingin' Christmas (2008), dành riêng cho các nhà bán lẻ Bloomingdales.
Ngày 16/12/1965,trong không gian, các phi hành gia tàu Gemini 6, đã đùa với đài kiểm soát dưới mặt đất rằng họ thấy Ông già Noel lái...phi tuyền và đã chơi bản Jingle Bells bằng kèn Harmonica và truyền nó từ ngoài không gian về Trái đất.
"Jingle bells còn xuất hiện trong nhiều cuốn phim, trong các chương trình truyền hình, và một phần của bản nhạc có khi lại được đưa vào trong một bài ca giáng sinh khác như bản nhạc rất thành công của Bobby Helm:"Jingle Bells Rock" phần lớn là cảm hứng từ Jingle Bells.
Ngày nay, hình như chỗ nào cũng thấy hát Jingle Bells, biến bài hát này thành một trong các bài hát Gíang Sinh phổ biến rộng trên thế giới. Một số bài hát nổi tiếng khác là bản dân ca "We Wish You a Merry Christmas", Feliz Navidaz, Silent Night Holly Night, Santa Claus is coming to town,...
Tại Việt Nam, Đội ca Nhà Thiếu nhi Thành phố Hồ Chí Minh thể hiện lời Việt được biên soạn bởi nhạc sĩ Nguyễn Ngọc Thiện trong chương trình ca nhạc thiếu nhi Thiên thần nhỏ do hãng phim Phương Nam thực hiện năm 1995.

## Thương mại
Jingle Bells được sử dụng trong mục đích thương mại với các công ty GameStop, Hyundai, và Denny's.